# Säters landskommun, Västergötland
För landskommunen med detta namn i Dalarna, se Säters landskommun, Dalarna.
Säters landskommun var en tidigare kommun i dåvarande Skaraborgs län.

## Administrativ historik
Kommunen inrättades i Säters socken i Vadsbo härad i Västergötland när 1862 års kommunalförordningar trädde i kraft.  
Vid kommunreformen 1952 uppgick landskommunen i Binnebergs landskommun som 1971 uppgick i Skövde kommun.